# Rigonfiamento dei polimeri
Il rigonfiamento dei polimeri (in inglese swelling) è un fenomeno chimico che consiste nell'aumento del volume di un materiale plastico, che può verificarsi:
- durante il processo di estrusione, allo sbocco della filiera;
- sciogliendo il polimero in una soluzione.

Fenomeni di rigonfiamento possono essere vantaggiosamente utilizzati per la realizzazione di cilindri cavi tramite estrusione e per la produzione di gel e idrogel. Essi sono anche alla base dei meccanismi di rilascio di alcuni farmaci.

## Rigonfiamento durante l'estrusione

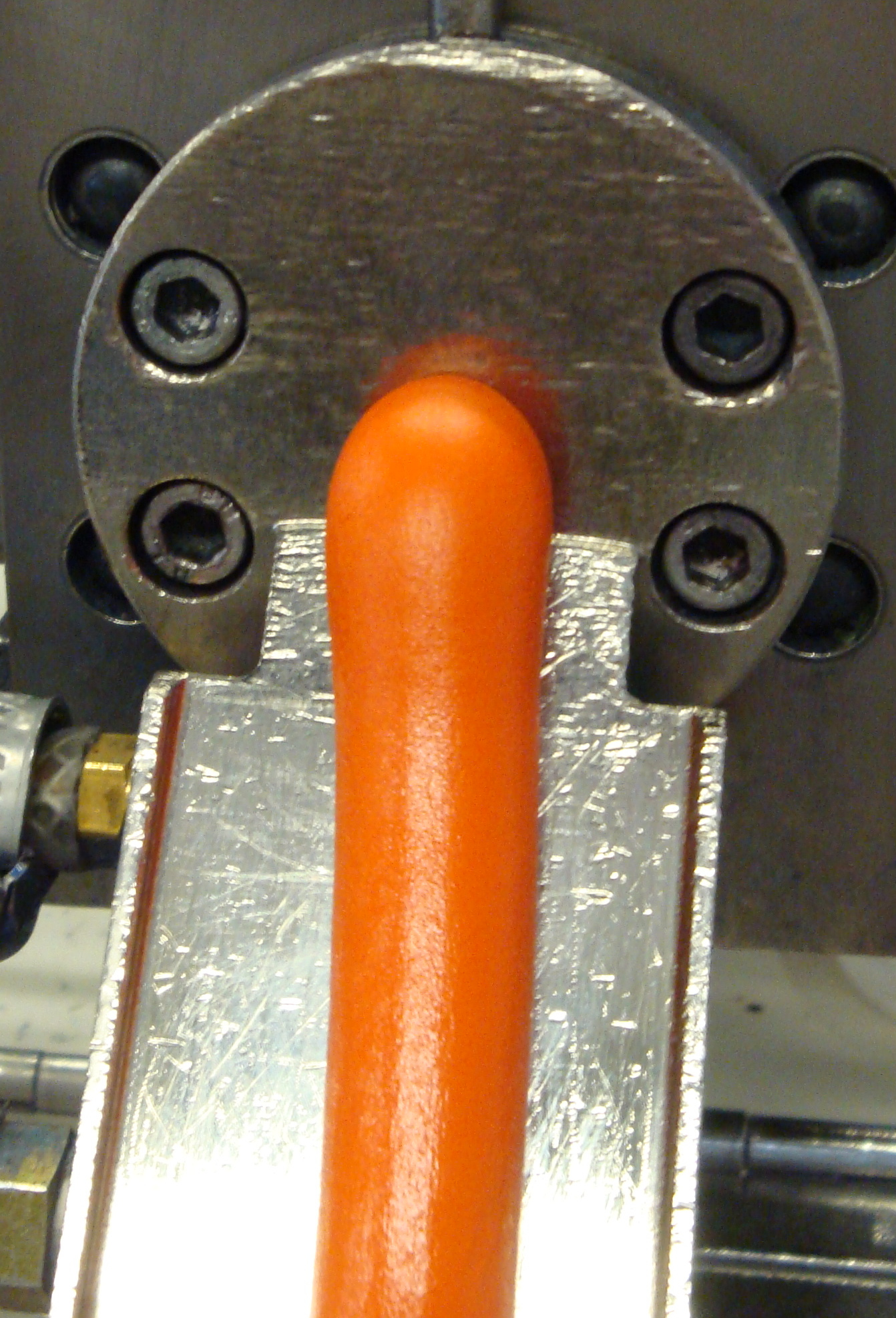
Fenomeno del rigonfiamento allo sbocco dell'estrusore.

Il fenomeno di rigonfiamento può intervenire durante il processo di estrusione delle materie plastiche; tale fenomeno (chiamato in inglese die swelling) è da ricondurre al comportamento viscoelastico dei polimeri e consiste nel recupero parziale della forma e del volume che il polimero aveva prima del passaggio attraverso la filiera.
Tale fenomeno è da attribuirsi al rilassamento della struttura molecolare, con conseguente diminuzione dell'entropia posseduta dal sistema.
Durante il passaggio attraverso la filiera, il polimero viene compresso, in quanto si ha una diminuzione della sezione di passaggio, ma la portata rimane necessariamente costante, per cui la velocità aumenta (per effetto Venturi).
Durante il fenomeno del rigonfiamento del polimero, nel caso in cui il passaggio attraverso la filiera avvenga in tempi sufficientemente lunghi (ovvero all'aumentare della lunghezza della filiera e della viscosità del polimero), i nodi fisici (entanglement) possono sciogliersi. Una volta che il polimero è passato attraverso la filiera, i nodi fisici che non si sono dissolti tendono a riportare il polimero alla sua conformazione iniziale, in modo da minimizzare il contenuto entropico.
Grazie al fenomeno del rigonfiamento è possibile produrre cilindri cavi tramite estrusione. Bisogna inoltre tenere conto di tale effetto durante le operazioni di calandratura, in quanto a seguito del rigonfiamento lo spessore delle lastre ottenute risulta maggiore della distanza tra i due cilindri.

## Rigonfiamento in soluzione
Quando un polimero viene sciolto in una soluzione, si stabiliscono delle forze tra i tratti della catena polimerica e il solvente che sono di entità differente rispetto alle forze che i tratti della macromolecola sperimentavano quando si trovavano nel bulk del solido. In particolare, si ha un aumento della distanza testa-coda, che sarà più o meno marcato a seconda di:
- natura del polimero;
- natura del solvente;
- temperatura.

Dimensioni del gomitolo statistico per un buon solvente (a sinistra), in condizioni theta (al centro) e per un cattivo solvente (a destra).

Considerando il coefficiente di espansione α, si possono avere tre casi differenti, che sono:
- α < 1: condizione di cattivo solvente; il polimero si scioglie con difficoltà nel solvente, per cui il gomitolo statistico rappresentativo del polimero assume un ingombro minore rispetto alla condizioni theta, ovvero si ha un valore minore della distanza quadratica media testa-coda;
- α = 1: condizione theta;
- α > 1: condizione di buon solvente; il polimero si scioglie con facilità nel solvente, per cui il gomitolo statistico rappresentativo del polimero assume un ingombro maggiore rispetto alla condizioni theta, ovvero si ha un valore più elevato della distanza quadratica media testa-coda.

Il fenomeno del rigonfiamento dei polimeri in soluzione è alla base della produzione di gel e idrogel, i quali vengono prodotti mettendo il polimero (in particolare omopolimeri idrofilici o copolimeri insolubili in acqua) in soluzione con acqua. Su tale fenomeno si basa il meccanismo di rilascio di alcuni farmaci.